# TV Woonmagazine
TV Woonmagazine, na zijn doorstart beter bekend als RTL Woonmagazine, is een Nederlands televisieprogramma dat oorspronkelijk van 1995 tot en met 2003 werd uitgezonden op Veronica en Yorin. Het programma werd geproduceerd door Endemol.
In het programma, dat werd gepresenteerd door Jan des Bouvrie en Judith de Klijn, Pauline Dekker, Quinty Trustfull of Daphne Deckers, werd aandacht geschonken aan ontwikkelingen op het gebied van interieur, badkamers, slaapkamers en meer onderwerpen gerelateerd aan wonen. In programmaonderdeel "De Metamorfose" kregen familie of vrienden van briefschrijvers een nieuwe inrichting van hun woon- of slaapkamer cadeau. Met de verborgen camera werden de reacties van de bewoners vastgelegd.
In augustus 2011 kwam het programma terug met een doorstart onder de naam RTL Woonmagazine, dit keer werd het uitgezonden op RTL 4 met Nicolette van Dam als presentatrice.
Interieurstylist Michiel de Zeeuw is sinds 2012 verbonden aan RTL Woonmagazine als co-presentator. 
Tijdens de zwangerschap van Nicolette van Dam presenteert Froukje de Both tijdelijk het programma. Najaar 2015 is Nance Coolen toegevoegd aan het presentatieteam. Vanaf voorjaar 2016 presenteerde Nance het programma alleen. Sinds najaar 2017 is Froukje de Both de vaste presentatrice.  
De volgende ontwerpers zijn bij het RTL 4-programma betrokken (geweest): Piet Boon (2011-2013), Karin Boon-Meyn (2011-2013), Monique van der Reijden (2011), Erik Kuster (2013), Marcel Wolterinck (2013-heden), Remy Meijers (2013-heden), Edward van Vliet (2013-heden), Robert Kolenik (2014), Jan des Bouvrie (2014-heden), Monique des Bouvrie (2014-heden), Charlotte Emmering, Bob Manders, James van der Velden.
Tijdens de uitzendingen van 2016 was televisiekok Roberta Pagnier regelmatig te gast om gerechten klaar te maken.

## Presentatie
- Jan des Bouvrie (1995-2003)
- Judith de Klijn (1995-1999, 2002-2003)
- Daphne Deckers (september 1996-december 1996, tijdens zwangerschapsverlof Judith de Klijn)
- Pauline Dekker (1999-2002)
- Quinty Trustfull (2001-2002)
- Nicolette van Dam (2011-2015)
- Michiel de Zeeuw (2012-2021)
- Froukje de Both (2014, 2017-2021)
- Nance Coolen (2015-2017)